# Damofonte
Damofonte di Messene (Messene, II secolo a.C. – II secolo a.C.) è stato uno scultore greco antico appartenente al periodo del medio ellenismo.

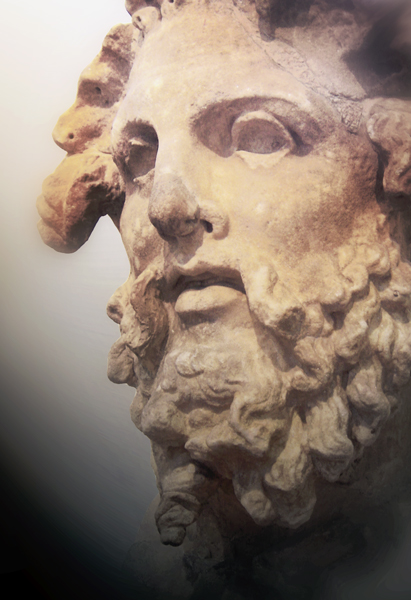
Testa di titano (Anytos?), attribuita a Damofonte.

Fu uno dei primi classicisti e la sua attività segna il momento in cui la perdita di vitalità della scultura ellenistica cede il passo alla rievocazione delle opere di epoca classica, quella che le fonti di Plinio definirono "la rinascita dell'arte" datata alla metà del II secolo a.C. (v. Neoatticismo). Le opere di Damofonte sono state descritte da Pausania, la più nota è il gruppo scultoreo colossale eseguito per il tempio di Despoina a Licosura in Arcadia, i cui frammenti, rinvenuti nel 1889, sono conservati in parte nel museo locale e in parte nel Museo archeologico nazionale di Atene. L'opera, riprodotta su monete, rappresentava Despoina con la madre Demetra alla presenza di Artemide e del titano Anytos, tutore di Despoina.